# Eva García Sáenz de Urturi
Eva García Sáenz de Urturi (ur. 20 sierpnia 1972 w Vitorii-Gasteiz) – hiszpańska pisarka, z wykształcenia optometrystka.

## Życiorys
Urodziła się w Vitorii-Gasteiz i do 15 roku życia mieszkała tam z rodziną. Później przeprowadziła się do Alicante, gdzie skończyła edukację. Specjalistka optometrii, pracowała w sektorze optycznym przez dziesięć lat. Później pracowała jako naukowiec na Uniwersytecie w Alicante.
Swoją pierwszą powieść La vieja familia (pol. Stara rodzina) wydała w 2012. Początkowo wysyłała książkę do wydawnictw i agentów literackich, jednak ci kazali czekać na odpowiedź po kilka miesięcy. Nie czekając na odpowiedź, postanowiła udostępnić ją w formie e-booka na Amazonie. Książka niespodziewanie stała się bestsellerem i sprzedawała się lepiej niż książki George’a R.R. Martina. W maju 2012 powieść została wydana w formie papierowej przez madryckie wydawnictwo La Esfera de los Libros.
W 2014 wydała kolejne powieści. Książkę Pasaje a Tahití (pol. Przejście na Tahiti) oraz drugi tom La saga de los longevos (pol. Saga o długowiecznych) pt. Los hijos de Adán (pol. Synowie Adama). Obie zostały pozytywnie przyjęte.
W 2016 wydała nakładem barcelońskiego wydawnictwa Editorial Planeta swoją czwartą, a zarazem pierwszą powieść z gatunku innego niż fantastyka. Była to powieść kryminalna El silencio de la ciudad blanca (pol. Cisza białego miasta). By przygotować się do jej napisania, zapisała się do akademii policyjnej i uczęszczała na wykłady o badaniu miejsca i śladów zbrodni.
W marcu 2017 wydała jej kontynuację zatytułowaną Los ritos del agua (pol. Rytuały wody), a w październiku 2018 trzeci tom Los señores del tiempo (pol. Władcy czasu). Trylogia sprzedała się w samej Hiszpanii w milionowym nakładzie. Cała trylogia została wydana w Polsce nakładem wydawnictwa Muza.
Na podstawie Ciszy białego miasta w 2019 powstał film w reżyserii Daniela Calparsoro, w którym główne role zagrali Belén Rueda i Javier Rey.
5 października 2020, ukazała się jej powieść Aquitania (pol. Akwitania), która jest połączeniem dreszczowca z powieścią historyczną. Opowiada o przestępczej intrydze wokół królowej Eleonory Akwitańskiej. Książka została nagrodzona Premio Planeta 2020.

## Twórczość

### Saga o długowiecznych
- La vieja familia (Amazon Media EU, 2012)
- Los hijos de Adán (Amazon Media EU, 2014)

### Trylogia białego miasta
- El silencio de la ciudad blanca (Barcelona, Editorial Planeta, 2016)
  - Cisza białego miasta (Warszawa, Muza, 2019)
- Los ritos del agua (Barcelona, Editorial Planeta, 2017)
  - Rytuały wody (Warszawa, Muza, 2019)
- Los señores del tiempo (Barcelona, Editorial Planeta, 2018)
  - Władcy czasu (Warszawa, Muza, 2020)

### Samodzielne powieści
- Pasaje a Tahití (Madryt, Espasa-Calpe, 2014)
- Aquitania (Barcelona, Editorial Planeta, 2020)
  - Akwitania (Warszawa, Muza, 2021)